# André Déroulède
André Déroulède, né le 24 février 1852 à Paris et mort le 26 février 1907 dans sa ville natale, est un officier français.

## Biographie
André-Joseph-Guillaume Déroulède naît le 24 février 1852 au domicile parental du no 53 de la rue Neuve-des-Petits-champs. Son père, Hector-Joseph Déroulède, est avoué auprès de la cour d'appel. Sa mère, Marie-Caroline-Amélie Augier, est la sœur d'Émile Augier ainsi que la petite-fille de Pigault-Lebrun. Son frère aîné est Paul Déroulède, qui deviendra célèbre sous la Troisième République en tant que poète et homme politique nationaliste, chef de la Ligue des patriotes (LDP).
Lycéen et âgé de seulement 17 ans au moment où éclate la Guerre franco-allemande de 1870, André Déroulède s'engage pour la durée du conflit et rejoint son frère au sein du 3e régiment de zouaves commandé par le colonel Bocher. Le 1er septembre, lors des combats de Sedan, André reçoit une balle en pleine poitrine. Paul vient au secours de son frère et le porte dans ses bras vers l'ambulance la plus proche, où les deux jeunes zouaves sont faits prisonniers par les Prussiens. Au bout d'une semaine, André est évacué vers la Belgique tandis que Paul est emmené en captivité en Allemagne. Soigné à Bruxelles chez le peintre Portaels, il est ensuite transféré au camp de Beverloo, dont il s'évade en janvier 1871. De retour en France, il est affecté entre le 10 février et le 30 mars au 2e régiment de tirailleurs algériens, qui mate la révolte des Henanchas. Il rejoint ensuite l'armée versaillaise chargée de réprimer la Commune de Paris.

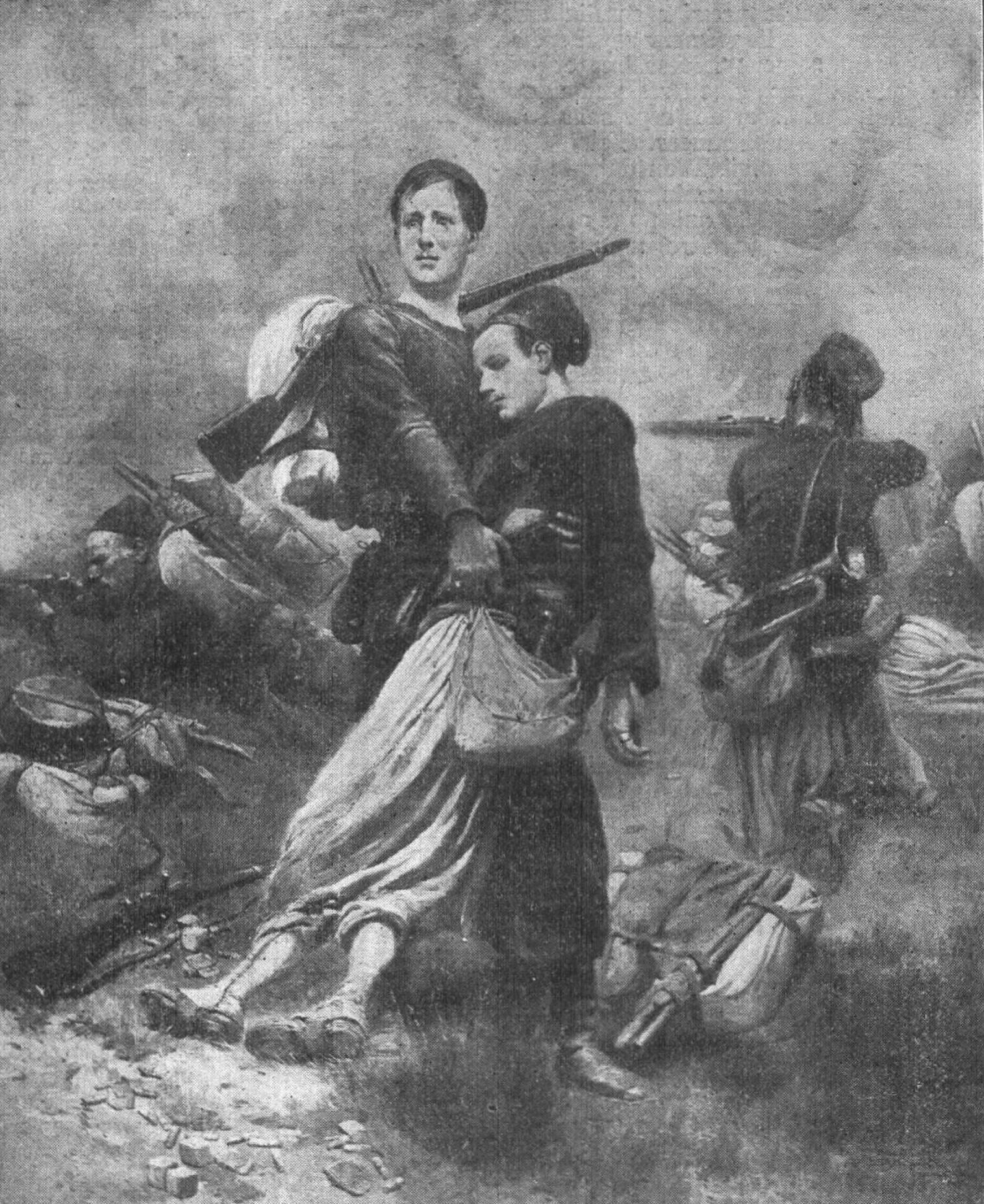
Paul et André Déroulède, épisode de la bataille de Sedan (photographie ancienne d'un tableau de Detaille).

Libéré le 21 juillet 1871 et décoré de la médaille militaire le 3 octobre, André Déroulède reprend ses études de mathématiques. L'année suivante, il est admis à l’École polytechnique. En 1874, il entre à l’École d'application de l'artillerie et du génie à Fontainebleau. Servant au sein de plusieurs régiments d'artillerie entre 1876 et 1887, il obtient le grade de capitaine dès 1879. Adjoint aux ateliers d'armement de Puteaux (26e RA) à partir de décembre 1880, il prend part à l'expédition en Tunisie du 7 avril au 11 juillet 1881 en tant qu'officier d'ordonnance du lieutenant-colonel Brugère, qui commande l'artillerie opérant sur la frontière sous les ordres du général Logerot. À la suite de cette campagne, il est nommé officier du Nichan Iftikhar par le bey de Tunis le 14 août 1881.
Le 23 novembre 1881, en mairie du 16e arrondissement de Paris, le capitaine André Déroulède épouse Hélène de Liebenberg de Zsittin (1862-1911), dont les parents sont un noble autrichien et une fille de Jean Dollfus, ancien maire de Mulhouse et député protestataire. Elle est également la cousine germaine d'Adolf von Liebenberg (en). Parmi les témoins du marié, signataires de l'acte dressé par le sénateur-maire Henri Martin, on trouve Émile Augier et le peintre Meissonier. Le mariage religieux est célébré le lendemain à Saint-Honoré-d'Eylau.
En juin 1887, André Déroulède, décoré de la Légion d'honneur, démissionne de l'armée.
En 1900, Paul Déroulède ayant été déchu de son mandat de député de la 2e circonscription d'Angoulême à la suite de sa condamnation par la Haute Cour, une partie de ses électeurs sollicite André Déroulède pour briguer la succession de son frère à l'occasion de l'élection législative partielle. Il décline toutefois cette candidature afin de pouvoir rester aux côtés de son frère, banni de France jusqu'en 1905.
Jamais totalement guéri de sa blessure de guerre, André Déroulède meurt à l'âge de 55 ans, le 26 février 1907, en son domicile du no 54 de l'avenue Victor-Hugo. Après ses obsèques, célébrées le surlendemain en l'église Saint-Honoré-d'Eylau en présence de nombreuses personnalités, il est inhumé au cimetière de La Celle-Saint-Cloud.

## Décorations
- Médaille militaire
- Officier du Nichan Iftikhar
- Chevalier de la Légion d'honneur